# Vol Air India 101
Pour les articles homonymes, voir Kanchenjunga (homonymie).
Le vol Air India 101 est un vol de passagers reliant Bombay à Londres qui s'est écrasé dans le massif du Mont-Blanc en France, le 24 janvier 1966.

## Appareil

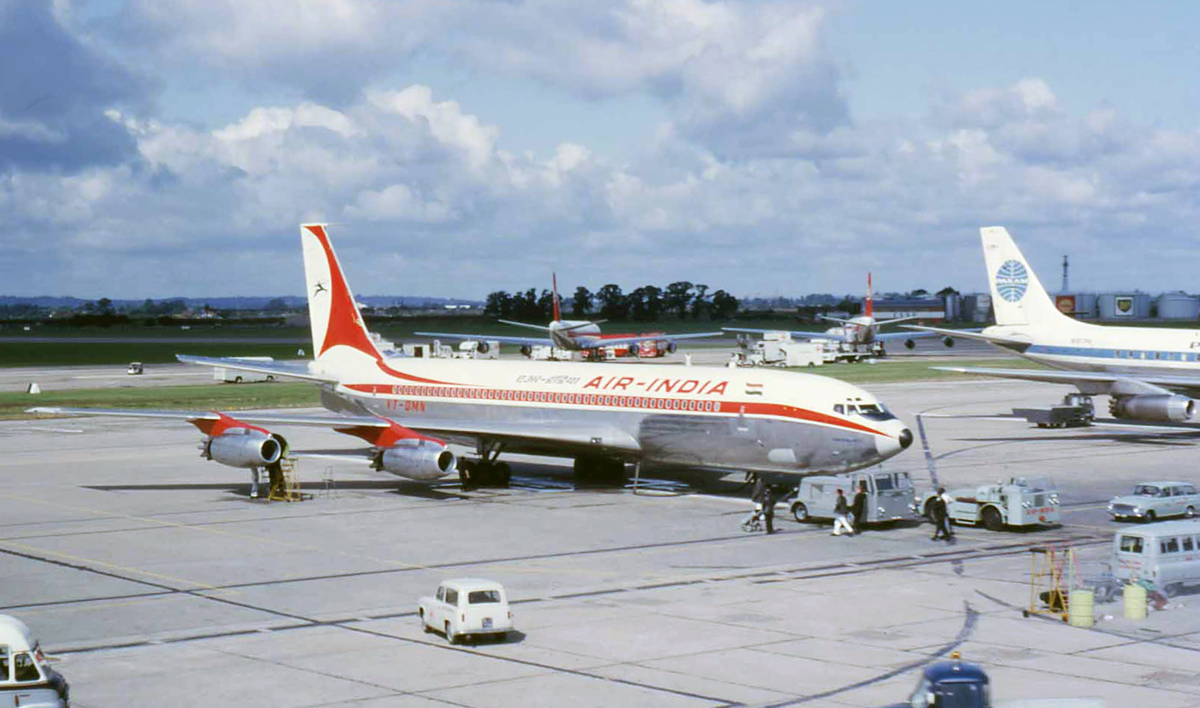
Le Boeing 707 d'Air India impliqué (VT-DMN), photographié six mois avant l'accident.

Le Boeing 707-437 impliqué, immatriculé VT-DMN, avait effectué son premier vol le 5 avril 1961 et a été livré neuf à Air India le 25 mai 1961. Il avait volé un total de 16 188 heures.

## Passagers
Parmi les 106 passagers figuraient le président de la Commission indienne de l'énergie atomique Homi Jehangir Bhabha et Amrit Prasad Pradhan, fondateur du Collège des sciences Amrit (en) au Népal. Il n'y avait qu'une Française à bord, l'hôtesse de l'air Josette Bonnargent. Le rapport final sur l'accident contient la liste complète des passagers du vol. Plusieurs effets personnels appartenant aux victimes ont été découverts en 2023. On notera une coquille sur l'état civil de l'une des victimes américaine du crash : au lieu d'écrire Robinson E. H., le rapport de 1968 écrit "Robinson (E. A)".
Un mémorial pour les victimes des deux crash d'Air India, situé au refuge du Nid-d'Aigle, à 2 412 mètres d’altitude, lieu de départ pour l’ascension du Mont-Blanc, a été dévoilé le 23 août 2019. On compte également un carré indien dans le cimetière du Fayet, à Saint-Gervais-les-Bains.

## Accident
Le vol 101 d'Air India était un vol régulier reliant Bombay à Londres, réalisé le jour de l'accident par un Boeing 707 immatriculé VT-DMN et nommé Kangchenjunga. Après avoir quitté Bombay, il avait fait deux arrêts prévus à Delhi et Beyrouth et était en route pour un autre arrêt à Genève. 
Au niveau de vol 190, l'équipage a été autorisé à descendre vers l'aéroport international de Genève après avoir passé le mont Blanc. Le pilote, estimant qu'il avait dépassé le mont Blanc, a commencé à descendre et s'est écrasé dans le massif du Mont-Blanc en France près du rocher de la Tournette, à une altitude de 4 750 mètres (15 584 pieds),. Les 106 passagers et 11 membres d'équipage ont tous été tués.
Une autre hypothèse est formulée pour expliquer l'accident : celle d'une collision en vol avec un chasseur F 104-G Starfighter de l'Armée de l'Air italienne, utilisé dans le cadre de manœuvres de l'OTAN. Cette hypothèse se fonde sur des témoignages anciens, une opération médiatique organisée par le journaliste de radio Philippe Réal et le guide de haute montagne René Desmaison, et la découverte, plus récente, de pièces mécaniques portant l'inscription « USAF ». Néanmoins, si ces pièces prouvent le crash d'un appareil militaire, rien ne permet de l'associer formellement à l'accident du vol 101.
Plusieurs débris d'un hélicoptère Agusta Bell 206 ont été retrouvés en 2023 sur le glacier des Bossons, mêlés aux débris du Boeing 707. Celui-ci pourrait être d'origine militaire et daterait du début des années 1980, ce qui expliquerait la présence de matériel militaire sur le glacier.
En 1950, un autre vol d'Air India, le vol 245, opéré par un Lockeed L-749A Constellation baptisé Malabar Princess, s'était déjà écrasé au même endroit, causant la mort de ses 48 passagers et membres d'équipage.

## Débris

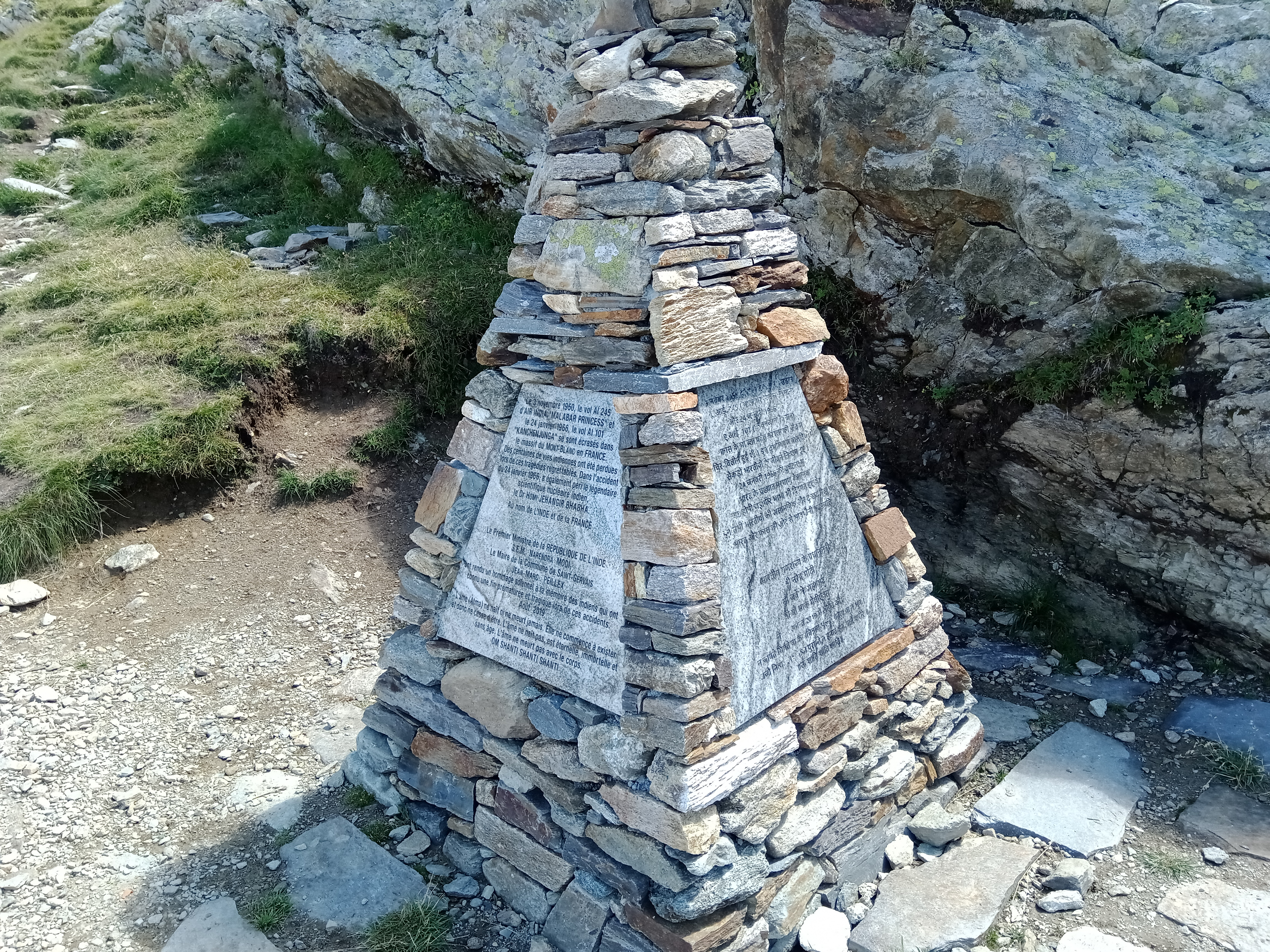
Monument au Malabar Princess et au Kanchenjunga du refuge du Nid-d'Aigle.

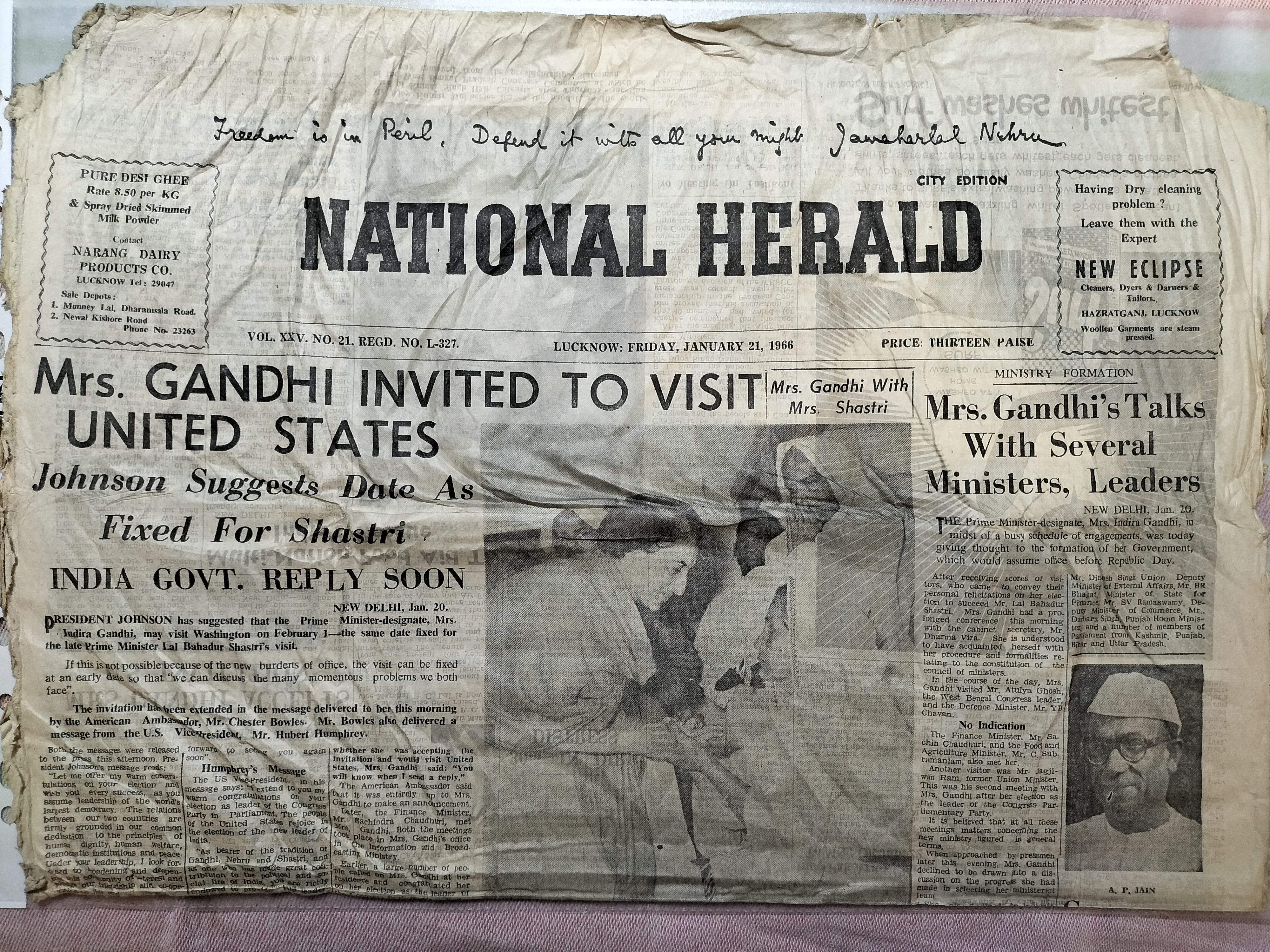
Journal retrouvé le 4 juin 2020 sur le glacier des Bossons. Il était dans une valise diplomatique avec d'autres journaux et courriers officiels.

Régulièrement, des fragments humains et autres débris sont retrouvés dans la zone du crash ou rendus par le glacier des Bossons. Néanmoins, la vitesse de progression du glacier (environ 80 cm par jour) ne favorise pas une bonne conservation des débris. Une partie des débris sont retrouvés par Daniel Roche, un amateur qui s'est spécialisé dans la traque du Kangchenjunga et du Malabar Princess.
En août 2012, deux alpinistes découvrent une valise diplomatique comprenant des courriers et des journaux, remise officiellement aux autorités indiennes.
En septembre 2013, un alpiniste savoyard découvre une boîte contenant des bijoux et des pierres précieuses, principalement des émeraudes et des saphirs, provenant selon toute vraisemblance d'un de ces deux crashs,. Le 4 décembre 2021, ce trésor  évalué à 300 000 € est partagé entre son découvreur et la ville de Chamonix.
En juillet 2015, de nouvelles pièces, notamment de l'argenterie et les fragments d'un gilet de sauvetage, sont découvertes par Daniel Roche sur le plateau des Pyramides. Un fragment d'un dispositif de prise de vue militaire est aussi retrouvé sans fournir d'information. Selon Allan Tramontana, un autre chercheur de restes du crash, il s'agirait d'une pellicule de film issus du programme de surveillance des satellites artificiels du Smithsonian Astrophysical Observatory (SAO), qui était à bord du vol 101 (celui-ci en a découvert 4 autres sur le glacier des Bossons).
En juillet 2017, un réacteur censé provenir de l'appareil est retrouvé, ainsi qu'un bras et une jambe appartenant vraisemblablement à une femme.
En juin 2020, les restes d'une valise diplomatique en toile de jute, comprenant des journaux ainsi que des courriers officiels à destination de l'ambassade de l'Inde à Washington D.C, sont retrouvés sur le glacier. D'autres journaux, probablement issus de cette même valise, sont retrouvés début juillet 2020 et sont conservés dans la cabane du Cerro, située au pied du glacier des Bossons à Chamonix.
Une revue classée "secret", provenant du gouvernement indien, a été découverte en 2021 et plusieurs instruments de vol de l'avion ont été retrouvés en 2023.
Une vitrine d'objets provenant de cet avion, dont quelques pièces, est consacrée à ce crash au Musée de l'Aviation de Warluis, près de Beauvais dans l'Oise[réf. souhaitée].

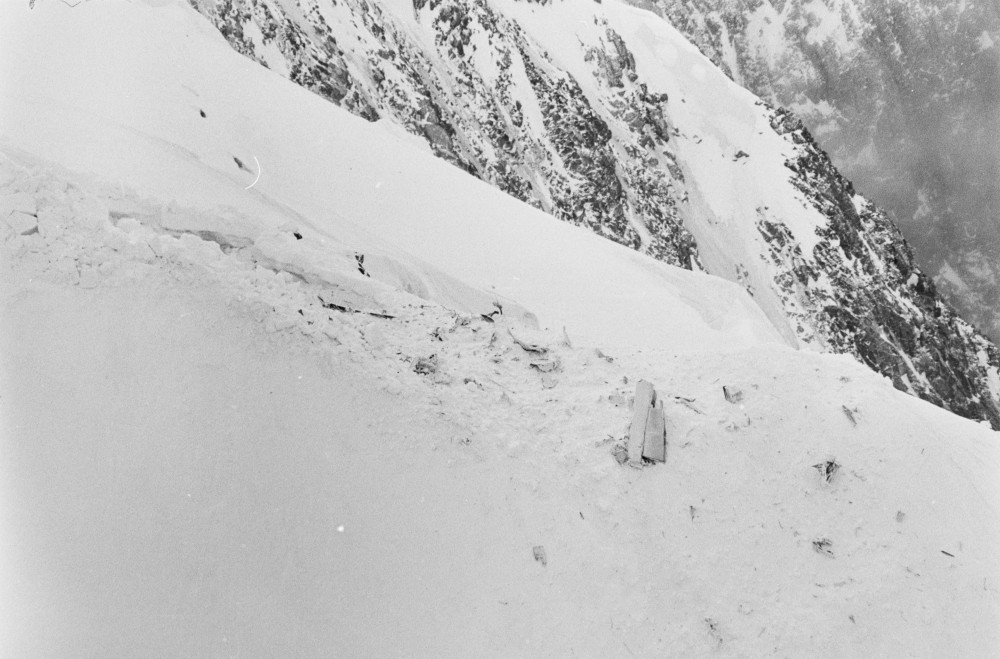
Les débris sur le site du crash.
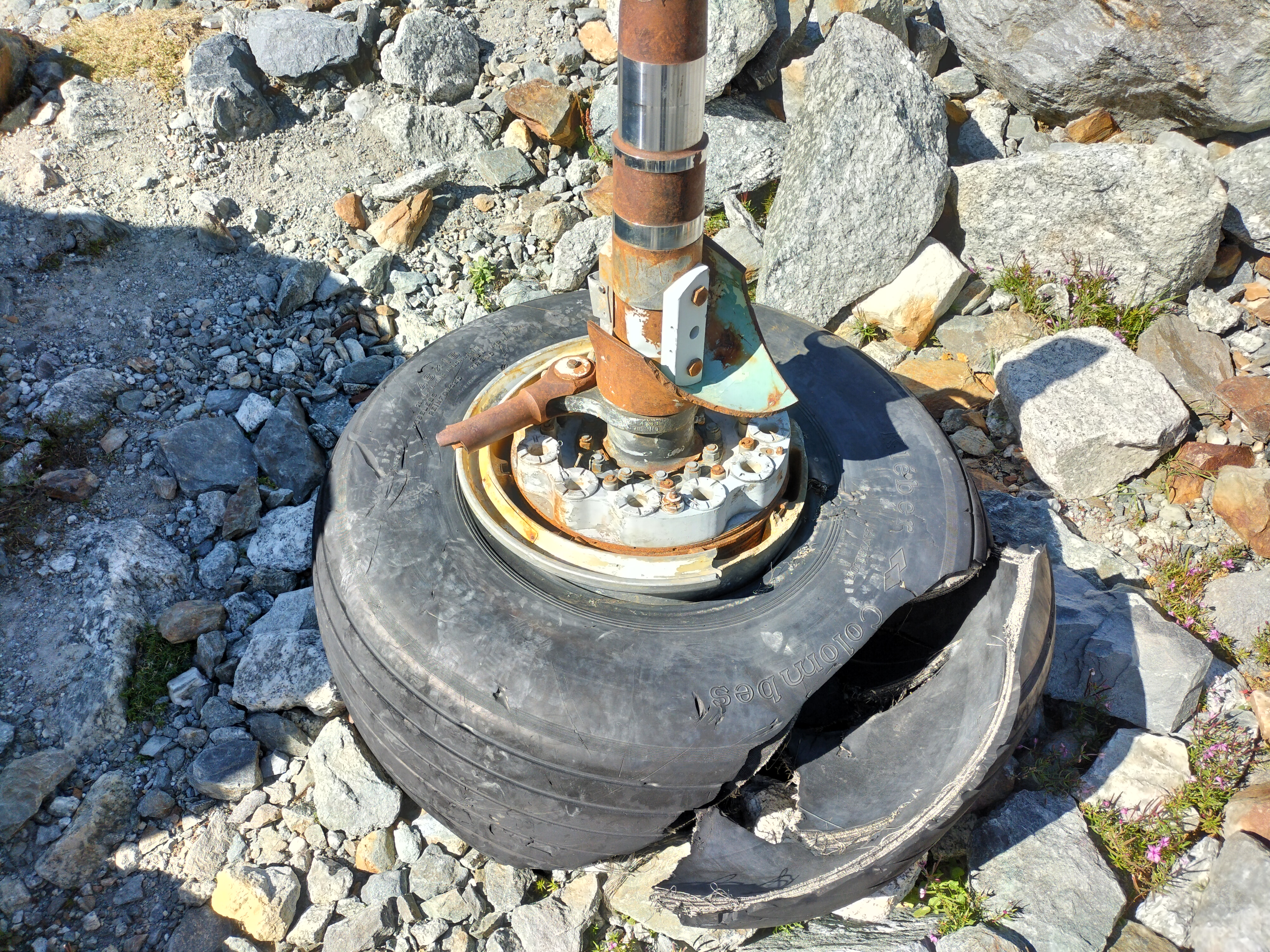
L'une des roues du Boeing 707 VT-DMN présente sur la moraine du glacier des Bossons.
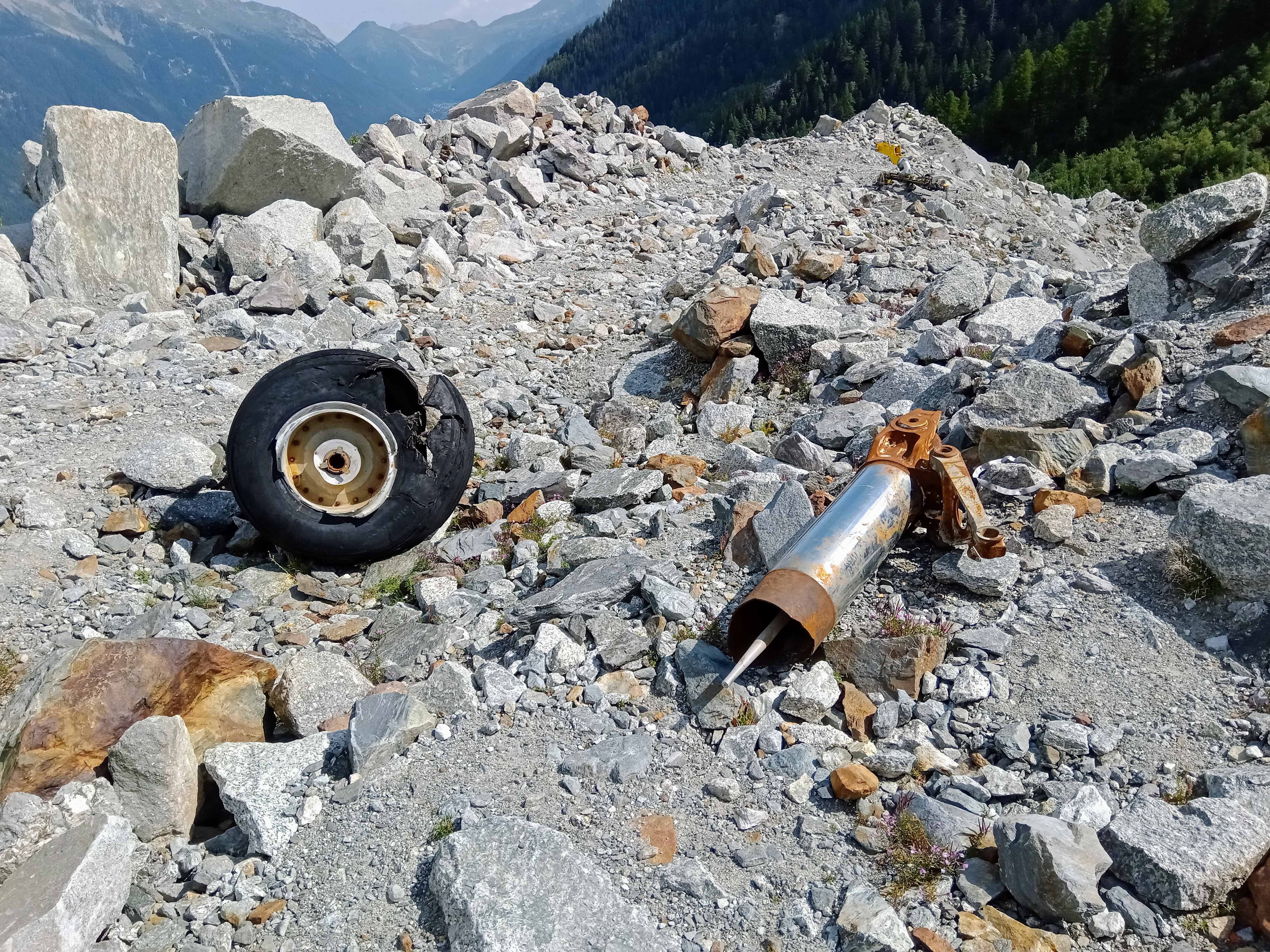
Débris sur la moraine du glacier des Bossons.
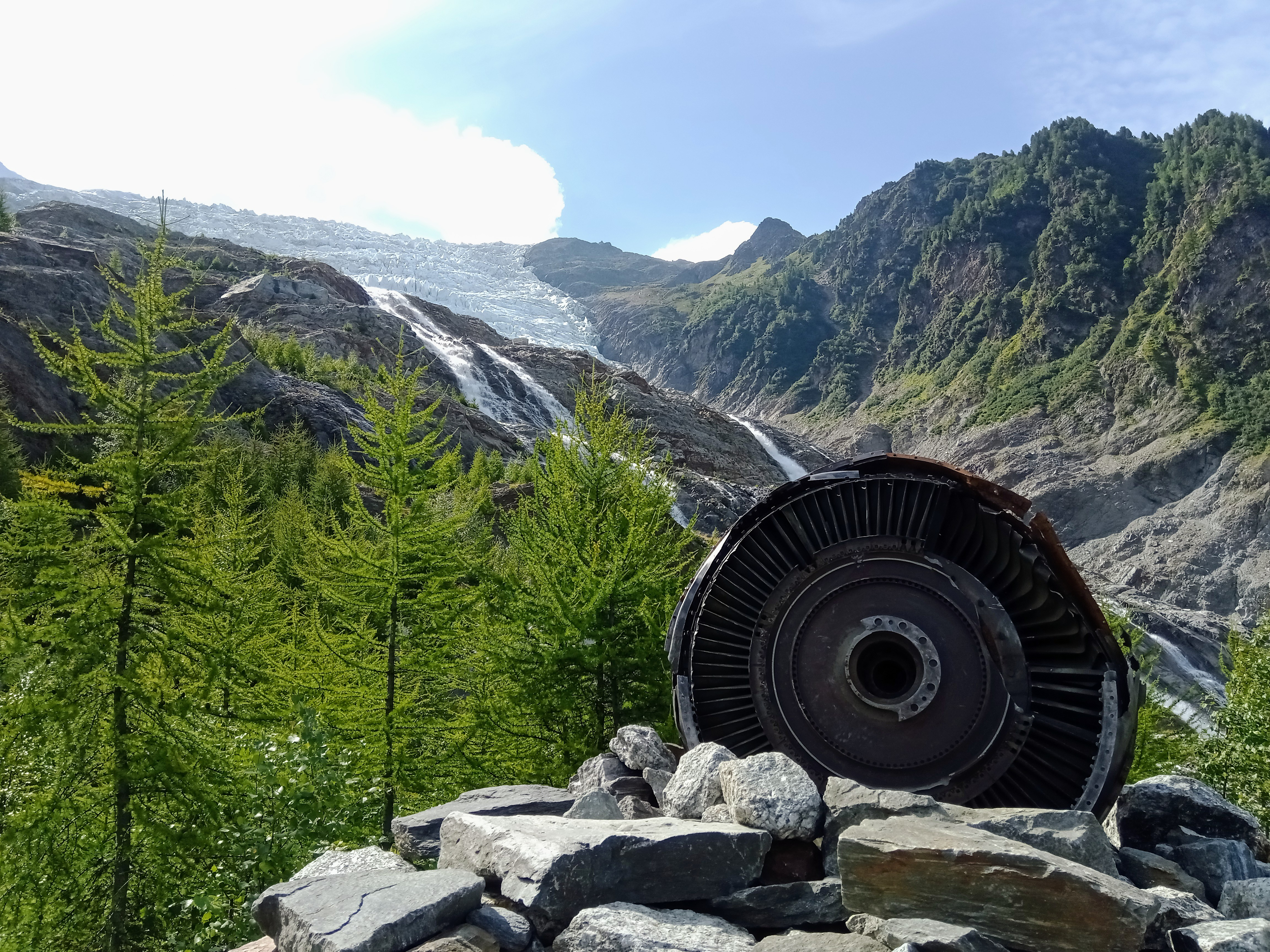
Reste de turbine sur la moraine du glacier des Bossons visible en arrière-plan.

### Émission radio
- Fabrice Drouelle, « Les fantômes du Mont-Blanc », émission de 54 min [], sur France Inter, Affaires sensibles, 20 février 2017 (consulté le 1er avril 2021)